# Lower Saline Point
Lower Saline Point es una localidad de Santa Lucía que forma parte del distrito de Gros Islet.